# Загороднє
Загороднє (до 2025 року — Альошинське) — село на півночі України, у Городнянській міській громаді Чернігівського району Чернігівської області. До 2017 орган місцевого самоврядування — Городнянська міська рада.

## Фізико-географічна характеристика
Село розташоване за 2 км від центру громади Городні та 61 км від обласного центру Чернігова. Площа села — 0,8 км². Густота населення — 235 осіб/км². Найближча залізнична станція — Городня, 3 км (напряму, 9 км — трасою через Городню). Неподалік від села знаходиться озеро Циганське. Клімат помірно континентальний, із м'якою зимою та теплим літом. Взимку утворюється сніговий покрив. Середня висота над рівнем моря — 141 м.

## Історія
Поблизу Альошинського знайдено шведські поховання вояків Карла XII часів Північної війни. Перебування шведів відбилося і на місцевій топоніміці — дотепер є курган, який носить назву Шведська могила. Встановлено, що жертвами Голодомору 1932—1933 рр. в Альошинському (на той час було хутором) стало не менше 11 осіб. Друга світова війна залишила свій відбиток на селі братською могилою, у якій поховані мирні жителі, закатовані під час окупації.
12 червня 2020 року, відповідно до розпорядження Кабінету Міністрів України № 730-р від «Про визначення адміністративних центрів та затвердження територій територіальних громад Чернігівської області», село увійшло до складу Городнянської міської громади.
19 липня 2020 року, в результаті адміністративно-територіальної реформи та ліквідації Городнянського району, село увійшло до складу Чернігівського району.
5 червня 2025 року Верховна Рада підтримала перейменування села Альошинське на Загороднє. 18 червня 2025 року перейменування набуло чинності.

## Населення
Населення складає 188 осіб. У національному складі переважають українці, близько третини — цигани.

### Мова
Розподіл населення за рідною мовою за даними перепису 2001 року:
| Мова            | Кількість | Відсоток |
| --------------- | --------- | -------- |
| українська      | 178       | 94.68%   |
| російська       | 6         | 3.19%    |
| білоруська      | 3         | 1.60%    |
| інші/не вказали | 1         | 0.53%    |
| Усього          | 188       | 100%     |